# 완산중학교
완산중학교(完山中學校)는 대한민국 전북특별자치도 전주시 완산구 평화동1가에 있는 사립 중학교로, 이 학교는 원래 1962년에 사립 전북전주인명중학교로 처음 개교되었다.

## 학교 연혁
- 1961년 2월 11일 : 학교법인 인명학원 인가(제39호), 초대 이사장 김현성
- 1961년 12월 8일 : 인명중학교 설립인가(3학급)
- 1962년 2월 15일 : 개교 시업식
- 1962년 3월 1일 : 제1대 임병식 교장 취임
- 1970년 1월 29일 : 완산중학교로 교명 변경
- 1970년 4월 15일 : 학교법인 완산학원으로 변경
- 2008년 3월 3일 : 신축교사로 이전
- 2022년 1월 7일 : 제60회 졸업식 (졸업생 총수 16,460명)
- 2022년 10월 25일 : 강일영 이사장 취임
- 2023년 3월 1일 : 제14대 이종관 교장 취임

## 참고 자료
- 완산중학교 - 한국교육학술정보원 학교알리미